# Чорнохолуницьке сільське поселення
Чорнохолуни́цьке сільське поселення (рос. Чёрнохолуницкое сельское поселение) — адміністративна одиниця у складі Омутнінського району Кіровської області Росії. Адміністративний центр поселення та єдиний населений пункт — селище Чорна Холуниця.

## Історія
Станом на 2002 рік на території сучасного поселення існували такі адміністративні одиниці:
- смт Чорна Холуниця (смт Чорна Холуниця, селище Крутий Лог)

Поселення було утворене згідно із законом Кіровської області від 7 грудня 2004 року № 284-ЗО у рамках муніципальної реформи.

## Населення
Населення поселення становить 1015 осіб (2017; 1046 у 2015, 1243 у 2010, 1587 у 2002).

## Склад
До складу поселення входить 1 населений пункт:
| Населений пункт        | Населення, осіб (2002) | Населення, осіб (2010) |
| ---------------------- | ---------------------- | ---------------------- |
| Крутий Лог, селище     | 0                      | -                      |
| Чорна Холуниця, селище | 1587                   | 1243                   |